# Mehmand
Mehmand é uma vila no distrito de Bilaspur, no estado indiano de Chhattisgarh.

## Demografia
Segundo o censo de 2001, Mehmand tinha uma população de 5765 habitantes. Os indivíduos do sexo masculino constituem 52% da população e os do sexo feminino 48%. Mehmand tem uma taxa de literacia de 53%, inferior à média nacional de 59,5%: a literacia no sexo masculino é de 66% e no sexo feminino é de 39%. Em Mehmand, 18% da população está abaixo dos 6 anos de idade.